# 南非警察局特别任务部队
南非警察局特别任务部队（英文：South African Police Service Special Task Force，縮寫：SAPS STF）是南非警察局的准軍事化特種警察部隊，其責任為反恐和解決叛乱，在人质解救上擁有很高的聲譽。不同于世界上大多数警察反恐部隊，专案组还进行特別的軍事訓練，並且時常參與戰爭（比如边境战争）。

## 已知裝備

### 個人武器

#### 手槍
- 格洛克17
- HK USP9

#### 衝鋒槍
- HK MP5系列

#### 突擊步槍
- Vektor R4
- Vektor R1

#### 狙擊步槍
- 精密國際AW
- McMillan TAC-50

#### 散彈槍
- 型號不明

#### 榴彈發射器
- Milkor MGL

#### 機槍
- SS-77

### 個人裝備
- 作戰服
  - 黑色工作服或南非國防軍迷彩服
- 戰術頭盔
  - PASGT
- 夜視儀
- 戰術背心
- 各種手榴彈
- 防彈盾